# Primeira Liga de 2014–15
A Primeira Liga de 2014–15, conhecida também como Liga NOS por razões de patrocínio, foi a 81ª edição da Liga de futebol de maior escalão de Portugal, a qual, ao contrário dos anos anteriores, contou com 18 equipas devido à integração do Boavista Futebol Clube que viu o Conselho de Justiça da FPF anular a descida administrativa ocorrida em 2008 devido ao facto de a decisão disciplinar de descida de Divisão do Boavista na sequência do processo Apito Final ter prescrito e também de a sua candidatura à Primeira Liga ter sido aprovada pela Comissão Técnica de Estudos e Auditoria e pela Comissão Executiva da LPFP.
O Moreirense e o Penafiel, que terminaram a Segunda Liga de 2013–14 em primeiro e terceiro respectivamente, também subiram à Liga principal.
O torneio teve início no dia 17 de agosto de 2014 e terminou em 23 de maio de 2015. O SL Benfica tornou-se bicampeão nacional na penúltima jornada, conquistando o seu 34º título de campeão nacional.

## Transmissões televisivas
Em Portugal, todos os jogos são transmitidos pela Sport TV, à excepção dos jogos em casa do SL Benfica, que são transmitidos pela Benfica TV. A RTP Internacional também transmite um jogo por jornada.

## Participantes
| Clube          | Cidade             | Estádio                   | Lotação | 2013–14     | Treinador        |
| -------------- | ------------------ | ------------------------- | ------- | ----------- | ---------------- |
| Académica      | Coimbra            | Cidade de Coimbra         | 29,622  | 8º, I Liga  | José Viterbo     |
| Arouca         | Arouca             | Municipal de Arouca       | 5,000   | 12º, I Liga | Pedro Emanuel    |
| Belenenses     | Lisboa             | Estádio do Restelo        | 25,000  | 14º, I Liga | Jorge Simão      |
| Boavista       | Porto              | Estádio do Bessa          | 28,263  | 4º ZN, CNS  | Petit            |
| Estoril        | Estoril            | António Coim. da Mota     | 5,015   | 4º, I Liga  | Fabiano Soares   |
| Porto          | Porto              | Estádio do Dragão         | 50,431  | 3º, I Liga  | Julen Lopetegui  |
| Gil Vicente    | Barcelos           | Cidade de Barcelos        | 12,504  | 13º, I Liga | José Mota        |
| Marítimo       | Funchal            | Estádio dos Barreiros     | 9,177   | 6º, I Liga  | Ivo Vieira       |
| Moreirense     | Moreira de Cónegos | Com. Joa. de Alm. Freitas | 6,100   | 1º, II Liga | Miguel Leal      |
| Nacional       | Funchal            | Estádio da Madeira        | 5,452   | 5º, I Liga  | Manuel Machado   |
| P. de Ferreira | Paços de Ferreira  | Capital do Móvel          | 5,255   | 15º, I Liga | Paulo Fonseca    |
| Penafiel       | Penafiel           | Municipal 25 de Abril     | 5,087   | 3º, II Liga | Carlos Pinto     |
| Rio Ave        | Vila do Conde      | Estádio dos Arcos         | 10,751  | 11º, I Liga | Pedro Martins    |
| Braga          | Braga              | Municipal de Braga        | 30,286  | 9º, I Liga  | Sérgio Conceição |
| Benfica        | Lisboa             | Estádio da Luz            | 65,647  | 1º, I Liga  | Jorge Jesus      |
| Sporting       | Lisboa             | Estádio Alvalade XXI      | 52,327  | 2º, I Liga  | Marco Silva      |
| V. Guimarães   | Guimarães          | D. Afonso Henriques       | 30,000  | 10º, I Liga | Rui Vitória      |
| V. Setúbal     | Setúbal            | Estádio do Bonfim         | 27,180  | 7º, I Liga  | Bruno Ribeiro    |

## Tabela classificativa
Atualizado em 18/05/2015

## Resultados
Para ler a tabela, a linha horizontal representa os jogos da equipa em casa. A coluna vertical indica os jogos da equipa como visitante. 
| Casa / Fora[1]       | ACA | ARO | BEL | BEN | BOA | BRA | EST | GIL | MAR | MOR | NAC | PAÇ | PEN | POR | RIO | SPO | VGM | VST |
| Académica            |     | 1–1 | 1–1 | 0–2 | 0–0 | 1–1 | 2–2 | 1–2 | 1–1 | 0–0 | 2–1 | 2–2 | 1–1 | 0–3 | 0–0 | 1–1 | 2–4 | 1–1 |
| Arouca               | 0–1 |     | 0–1 | 1–3 | 0–0 | 1–0 | 1–1 | 3–1 | 1–0 | 1–2 | 3–3 | 1–3 | 0–1 | 0–5 | 1–0 | 1–3 | 1–2 | 1–0 |
| Belenenses           | 0–0 | 0–0 |     | 0–2 | 3–1 | 0–1 | 2–2 | 2–0 | 1–0 | 2–0 | 3–1 | 0–1 | 0–0 | 1–1 | 1–3 | 1–1 | 0–3 | 1–1 |
| Benfica              | 5–1 | 4–0 | 3–0 |     | 3–0 | 2–0 | 6–0 | 1–0 | 4–1 | 3–1 | 3–1 | 2–0 | 4–0 | 0–0 | 1–0 | 1–1 | 3–0 | 3–0 |
| Boavista             | 1–0 | 3–1 | 1–0 | 0–1 |     | 1–0 | 1–2 | 3–2 | 0–2 | 3–1 | 0–1 | 1–2 | 1–0 | 0–2 | 1–1 | 1–3 | 3–1 | 0–0 |
| Braga                | 0–0 | 2–0 | 1–1 | 2–1 | 3–0 |     | 2–1 | 2–0 | 1–3 | 1–0 | 3–1 | 3–0 | 4–0 | 0–1 | 3–0 | 0–1 | 0–0 | 5–0 |
| Estoril              | 1–2 | 1–0 | 1–2 | 2–3 | 2–0 | 0–2 |     | 1–1 | 1–1 | 1–1 | 2–1 | 1–0 | 3–3 | 2–2 | 1–5 | 1–1 | 1–0 | 1–0 |
| Gil Vicente          | 1–1 | 1–1 | 0–2 | 0–5 | 1–1 | 0–2 | 1–1 |     | 1–2 | 0–1 | 0–0 | 1–0 | 2–1 | 1–5 | 0–0 | 0–4 | 1–3 | 1–1 |
| Marítimo             | 2–1 | 1–1 | 1–2 | 0–4 | 4–0 | 2–1 | 0–0 | 1–2 |     | 1–2 | 1–1 | 2–1 | 2–0 | 1–0 | 4–0 | 0–1 | 4–0 | 1–1 |
| Moreirense           | 0–2 | 1–0 | 0–1 | 1–3 | 1–0 | 0–0 | 1–1 | 2–0 | 1–1 |     | 2–3 | 2–0 | 0–0 | 0–2 | 1–1 | 1–4 | 2–1 | 3–1 |
| Nacional             | 1–0 | 2–0 | 2–1 | 1–2 | 2–1 | 1–1 | 1–0 | 3–2 | 3–0 | 0–1 |     | 3–0 | 2–0 | 1–1 | 0–0 | 0–1 | 2–2 | 3–0 |
| Paços de Ferreira    | 3–2 | 2–1 | 2–0 | 1–0 | 1–0 | 2–2 | 1–1 | 1–1 | 3–2 | 0–0 | 2–3 |     | 2–1 | 0–1 | 1–2 | 1–1 | 2–2 | 4–1 |
| Penafiel             | 0–0 | 0–2 | 1–3 | 0–3 | 2–2 | 1–6 | 1–2 | 2–1 | 3–4 | 1–2 | 2–1 | 0–1 |     | 1–3 | 0–2 | 0–4 | 1–1 | 2–0 |
| Porto                | 1–0 | 1–0 | 3–0 | 0–2 | 0–0 | 2–1 | 5–0 | 2–0 | 2–0 | 3–0 | 2–0 | 5–0 | 2–0 |     | 5–0 | 3–0 | 1–0 | 4–0 |
| Rio Ave              | 3–0 | 1–2 | 0–0 | 2–1 | 4–0 | 0–2 | 2–1 | 0–0 | 0–0 | 1–1 | 1–1 | 0–0 | 3–2 | 1–3 |     | 0–1 | 1–1 | 2–0 |
| Sporting CP          | 1–0 | 1–0 | 1–1 | 1–1 | 2–1 | 4–1 | 3–0 | 2–0 | 4–2 | 1–1 | 2–0 | 1–1 | 3–2 | 1–1 | 4–2 |     | 4–1 | 3–0 |
| Vitória de Guimarães | 4–0 | 1–0 | 0–1 | 0–0 | 3–0 | 1–0 | 2–0 | 2–2 | 1–0 | 2–1 | 4–0 | 1–1 | 3–0 | 1–1 | 0–0 | 3–0 |     | 0–1 |
| Vitória de Setúbal   | 0–0 | 2–1 | 1–1 | 0–5 | 0–1 | 1–3 | 1–2 | 2–0 | 1–0 | 2–1 | 2–0 | 0–0 | 0–1 | 0–2 | 4–1 | 1–2 | 0–1 |     |

Última atualização em Julho 2015.
Fonte: LPFP
1O time da casa (mandante) está listado na coluna da esquerda.
Cores:      Azul = time da casa vence;      Amarelo = empate;      Vermelho = time visitante vence.

## Melhores marcadores
| Pos. | Jogador          | Time     | Gols |
| ---- | ---------------- | -------- | ---- |
| 1    | Jackson Martínez | FC Porto | 21   |
| 2    | Jonas            | Benfica  | 20   |
| 3    | Lima             | Benfica  | 19   |
| 4    | Marco Matias     | Nacional | 17   |

## Campeão
| Campeonato de Portugal de Primeira Divisão 2014/2015 |
| ---------------------------------------------------- |
|                                                      |
| Benfica 34° Título                                   |